# Paul Lafargue
Paul Lafargue (15. leden 1842, Santiago de Cuba – 26. listopad 1911, Draveil) byl francouzsko-kubánský novinář, literární kritik a politický aktivista marxistické orientace.

## Biografie
Jeho otec byl majitelem kávových plantáží na Kubě a bohatství rodiny umožnilo Lafargueovi studovat v Santiagu a poté ve Francii. Každý z Lafargueových prarodičů byl jiného etno-náboženského původu. Jeho dědeček z otcovy strany byl francouzský křesťan z oblasti Bordeaux. Jeho babička z otcovy strany byla mulatka ze Saint-Domingue, která po haitské revoluci uprchla na Kubu. Lafargueovi prarodiče z matčiny strany byli také uprchlíci ze Saint-Domingue. Jeho dědeček z matčiny strany byl francouzský Žid a jeho babička z matčiny strany byla jamajská žena, která tvrdila, že má domorodý původ Taíno. 
V roce 1851 se rodina Lafargue přestěhovala zpět do svého rodného města Bordeaux, kde Paul navštěvoval střední školu. Později začal studovat medicínu v Paříži. Z počátku se, pod vlivem díla Pierra-Josepha Roudhona, stal anarchistou. Za účast na mezinárodním studentském kongresu v Lutychu roku 1865, byl Lafargue vykázán ze všech francouzských univerzit a musel odejít do Londýna.
V Londýně dokončil studia medicíny (1868). Stal se častým návštěvníkem Marxova domu, kde se setkal s Marxovou druhou dcerou Laurou, se kterou se r. 1868 oženil. Během prvních tří let manželství se jim narodily tři děti, které zemřely v dětství. Jiné děti spolu neměli. Zde skončilo jeho anarchistické období, stal se marxistou. Po návratu do Francie se stává politickým novinářem, kritikem anarchismu. Po revoluční epizodě Pařížské komuny v roce 1871 ho politické represe donutily uprchnout do Španělska.
Ve Španělsku se usadil v Madridu, kde kontaktoval některé členy španělské regionální federace Mezinárodní asociace dělníků, tj. První Internacionály (Federación Regional Española de la Asociación Internacional de Trabajadores, známá pod svou španělskou zkratkou FRE-AIT). Zde ale neuspěl, protože zde byla většina oddaná anarchistické frakci První Internacionály. Byl r. 1872 jako signatář protianarchistického článku z federace vyloučen.
V letech 1873 až 1882 žil v Londýně. Zde, díky Engelsově pomoci, začal komunikovat s francouzským dělnickým hnutím, které znovu získávalo popularitu ztracenou během prvních let Třetí republiky. Roku 1882 se vrací do Paříže. Spolu s Julesem Guesdem a Gabrielem Devillem začal řídit činnost nově vzniklé Francouzské dělnické strany. (POF = Parti Ouvrier Français). Dostal se do konfliktu s dalšími hlavními levicovými směry: anarchismem a jakobínskými radikály. Od té doby až do své smrti zůstal Lafargue nejuznávanějším teoretikem POF, nejen že rozšířil původní marxistické doktríny, ale také přidal své vlastní originální myšlenky. Podílel se také na veřejných aktivitách, jako byly stávky a volby, a byl několikrát uvězněn.
V roce 1891, přestože byl v policejní vazbě, byl zvolen do francouzského parlamentu za Lille, jako vůbec první francouzský socialista. Lafargue pokračoval v obraně marxistické ortodoxie proti jakékoli reformní tendenci, jak ukázal jeho konflikt s Jeanem Jaurèsem, stejně jako jeho odmítnutí účastnit se jakékoli „buržoazní“ vlády.
V roce 1908, po kongresu v Toulouse, byly různé socialistické směry sjednoceny do podoby jediné strany. Lafargue se postavil proti sociálně demokratickému reformismu obhajovanému Jaurèsem. Během těchto pozdějších let již Lafargue začal politiku zanedbávat, žil na předměstí Paříže ve vesnici Draveil, omezil své příspěvky na řadu článků a esejů, stejně jako příležitostnou komunikaci s některými ze známějších socialistických aktivistů doby, jako Karl Kautsky a Hjalmar Branting ze starší generace a Karl Liebknecht nebo Vladimir Lenin z mladší generace. Právě v Draveilu Lafargue a jeho manželka Laura Marxová ukončili společný život, k překvapení, a dokonce pobouření francouzských a evropských socialistů.

## Dílo
Jeho nejznámější prací je kniha Právo na lenost (Le Droit à la paresse) z roku 1880, kde odmítl liberální, konzervativní, křesťanské, ale i převládající socialistické pojetí práce a zejména levicový koncept „práva na práci“, naopak za zdroj lidského pokroku označil lenost a z ní pramenící kreativitu. Práce v jeho představě člověka ničí. Toto pojetí nenašlo v socialistickém hnutí jeho doby příliš pochopení, avšak ovlivnilo některé politické směry druhé poloviny 20. století, zejména situacionismus a některé proudy anarchismu. Známé jsou jeho korespondenční disputace s Karlem Marxem, při nichž Marx použil známý bonmot, že „je jisté, že není marxistou“. 

### Spisy
- Le droit à la paresse (1880)
- Le matérialisme économique de Karl Marx (1883)
- Cours d'économie sociale (1884)
- The Evolution of Property from Savagery to Civilization (1891)
- Le socialisme utopique (1892)
- Le communisme et l'évolution économique (1892)
- Le socialisme et la conquête des pouvoirs publics (1899)
- La question de la femme (1904)
- Le déterminisme économique de Karl Marx (1909)

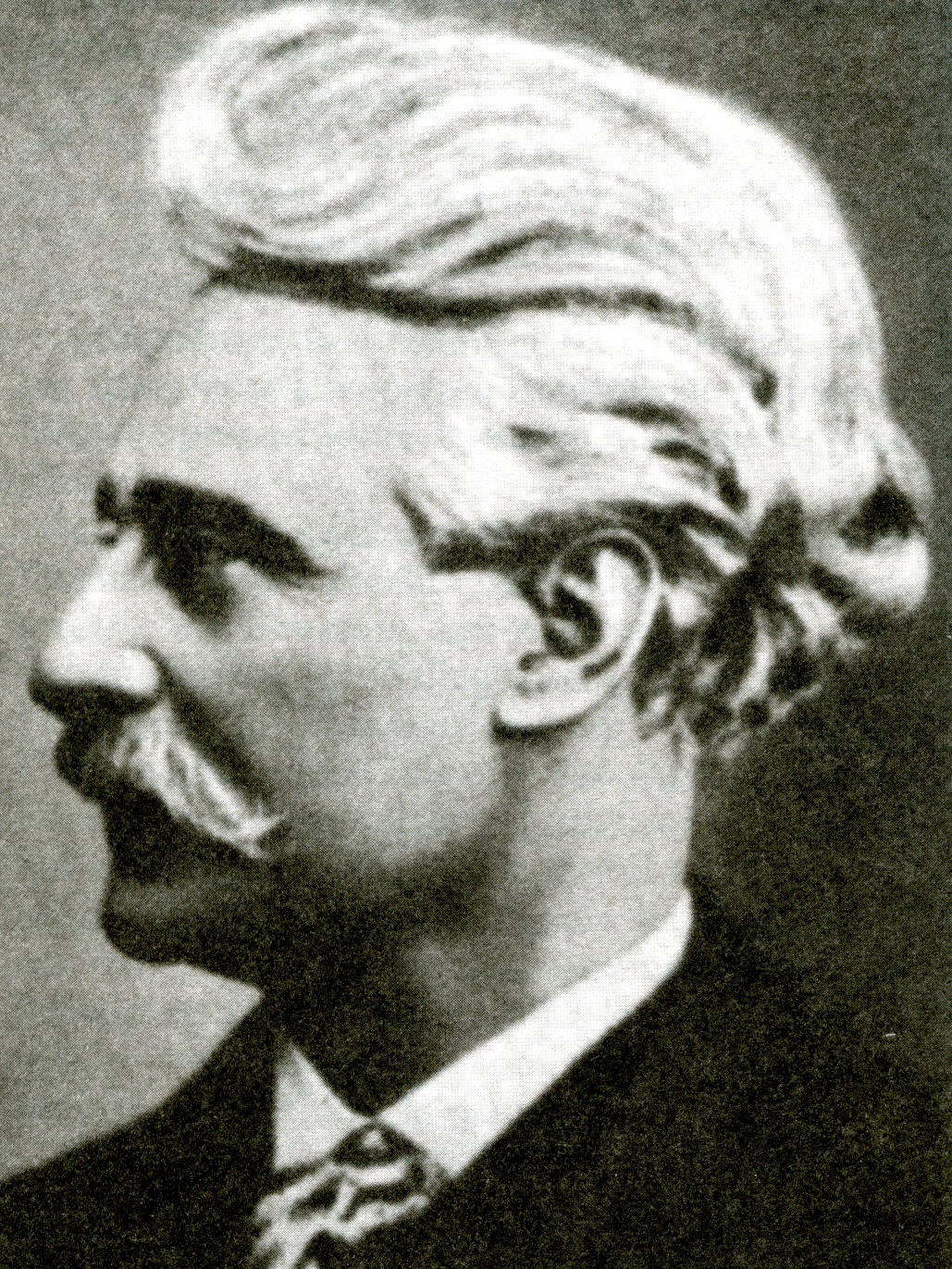
Paul Lafargue

### České překlady
- Komunismus a kapitalismus: komunismus a vývin hospodářský – přeložil Jan Job. Praha: Sociální demokrat, 1895
- Komunismus a hospodářský vývin – přeložil Leo Kochmann. New York: Česko-dělnický vzdělávací spolek číslo 1, 1898
- Marxův hospodářský materialism – přeložil G. Gram. Kladno: s. n., 1900
- Vývoj cizoložství – Praha: Hugo Kosterka, 1902
- Intimní Marx: vzpomínky – Paul Lafargue, Wilhelm Liebknecht, Friedrich Lessner. Praha: Knihy pospolitosti, 1933
- Vzpomínky na Karla Marxe – přeložili Junius, Jiří Stolz, Zdena Záhořová. Praha, Svoboda, 1945
- Idealistický a materialistický názor na dějiny – Jean Jaurès a Paul Lafargue; přeložil Radim Neumann Foustka. Praha: Československá sociální demokracie, 1946
- O velikém učiteli Karlu Marxovi: vzpomínky – kapitoly napsali V. I. Lenin, B. Engels, Jeanny a Eleanor Marxové, Fridrich Adolf Sorge, August Bebel, P. Lafargue, Wilhelm Liebknecht, Friedrich Lessner, Z. Nejedlý; připravila Miroslava Holejšovská-Gejčiová; přeložili Jaroslav Procházka, Ladislav Štoll, Jaroslav Tichý; překlad revidoval Bertold Rapp; ilustrace N. N. Žukova. Praha: SNDK, 1953
- Literární studie – vybral, uspořádal a přeložil, jmenný rejstřík a životopisnou poznámku napsal Vladimír Brett; verše přeložil František Hrubín; úvod: Jean Fréville. Praha: Československý spisovatel, 1956
- Právo na lenost: vyvrácení práva na práci z r. 1848 – přeložil Alois Adalbert. Praha: Pokorný, 1993